# Pseudocandona renoensis
Pseudocandona renoensis är en kräftdjursart som först beskrevs av Gutentag och Benson 1962.  Pseudocandona renoensis ingår i släktet Pseudocandona och familjen Candonidae. Inga underarter finns listade i Catalogue of Life.